# Épouville
Épouville település Franciaországban, Seine-Maritime megyében. Lakosainak száma 2624 fő (2022. január 1.). Épouville Rolleville, Manéglise, Montivilliers és Saint-Martin-du-Manoir községekkel határos.

## Népesség
A település népességének változása:
| Lakosok száma | 2795 | 2738 | 2776 | 2686 | 2670 | 2654 | 2638 | 2641 | 2624 |
|               | 2013 | 2015 | 2016 | 2017 | 2018 | 2019 | 2020 | 2021 | 2022 |